# Region Cascades
Region Cascades – jeden z 13 regionów w Burkinie Faso, znajdujący się w południowo-zachodniej części kraju.
W skład regionu wschodzą 2 prowincje:
- Comoé
- Léraba